# Prehistoria en Francia

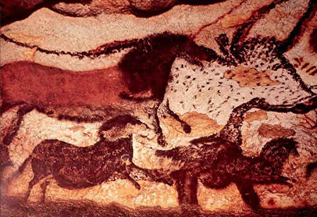
Pinturas de Lascaux.

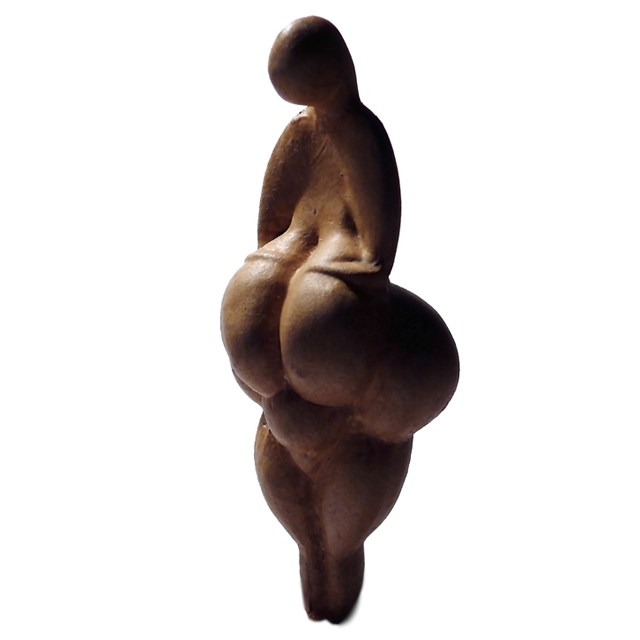
Venus de Lespugue.

Prehistoria de Francia o en Francia son denominaciones del periodo de la historia de Francia que precede al inicio de la historia (entendida ésta como el registro escrito de los acontecimientos del pasado). En ausencia de fuentes escritas son las fuentes arqueológicas las que permiten su reconstrucción. La utilización del marco geográfico de la actual Francia responde a las convenciones historiográficas de la historia nacional.
El inicio de la presencia humana en el territorio pueden rastrearse hasta los hallazgos líticos de Lézignan-la-Cèbe (2009), datados en una antigüedad de 1.57 millones de años; mientras que el final de la prehistoria y el inicio de la protohistoria (con presencia de fuentes escritas indirectas) se produjo en el I milenio a. C., con la colonización griega en la costa sur y el desarrollo en el interior de la civilización gala a partir de los celtas de la cultura de La Tène.

## Paleolítico

### Paleolítico inferior

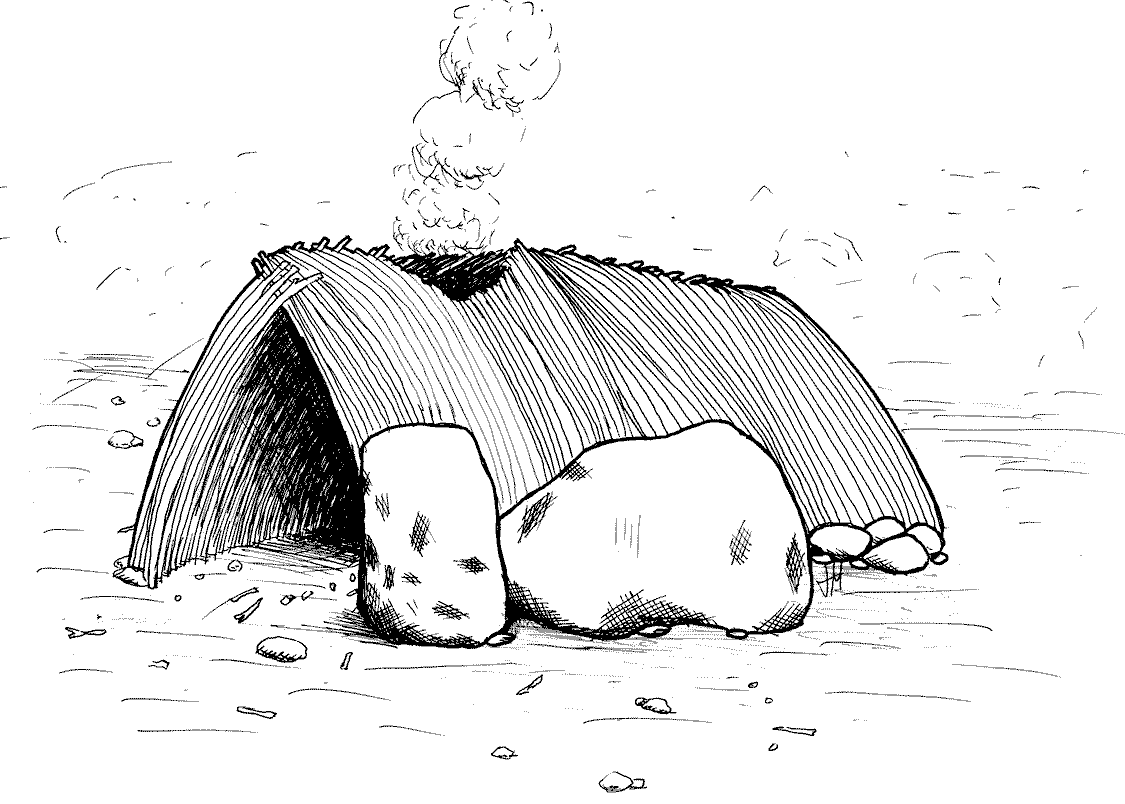
Reconstrucción de la cabaña de Terra Amata, según Henry de Lumley.

Además del citado yacimiento de Lézignan, en el actual territorio francés se han hallado industrias del Olduwaiense (Abbevillense) y Achelense, asociables a Homo erectus y Homo heidelbergensis. La Grotte du Vallonnet (cerca de Menton) contiene herramientas rudimentarias de piedra de una antigüedad estimada entre un million y 1.05 millones de años. Las cavernas eran utilizadas como alojamiento, pero posiblemente los cazadores-recolectores paleolíticos también construirían asentamientos provisionales, como los asociados a útiles achelenses de la Grotte du Lazaret y Terra Amata (cerca de Niza). En Terra Amata se han encontrado las más antiguas evidencias del uso del fuego en Europa (400,000 años de antigüedad).

### Paleolítico medio

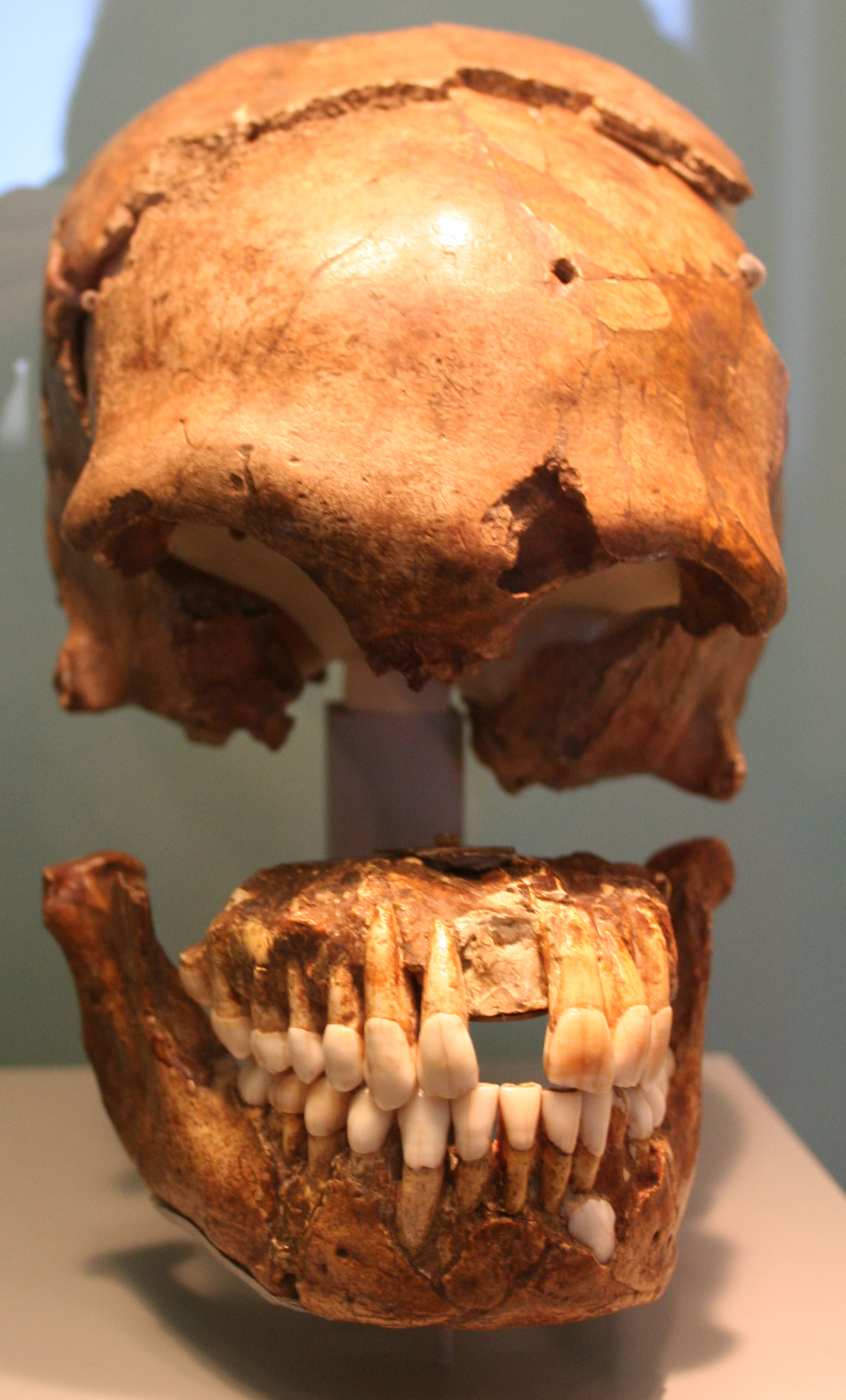
Cráneo de Le Moustier.

La llegada del Homo neanderthalensis se data en torno a hace 300,000 años, y su desaparición hace en torno a 30,000 años, habiendo coexistido unos diez mil años con los humanos modernos, cuya llegada, coincidiendo con un periodo glacial, presumiblemente causó su extinción.
Asociada al neanderthal está la cultura musteriense, denominada así por el yacimiento-tipo de Le Moustier, un abrigo rocoso de la Dordoña, caracterizada por el método Levallois de talla lítica (aunque se originó en el Paleolítico inferior, está comúnmente asociado a las industrias neanderthales del Paleolítico medio). Recientes investigaciones sugieren el intercambio cultural entre neanderthales y humanos modernos.

### Paleolítico superior

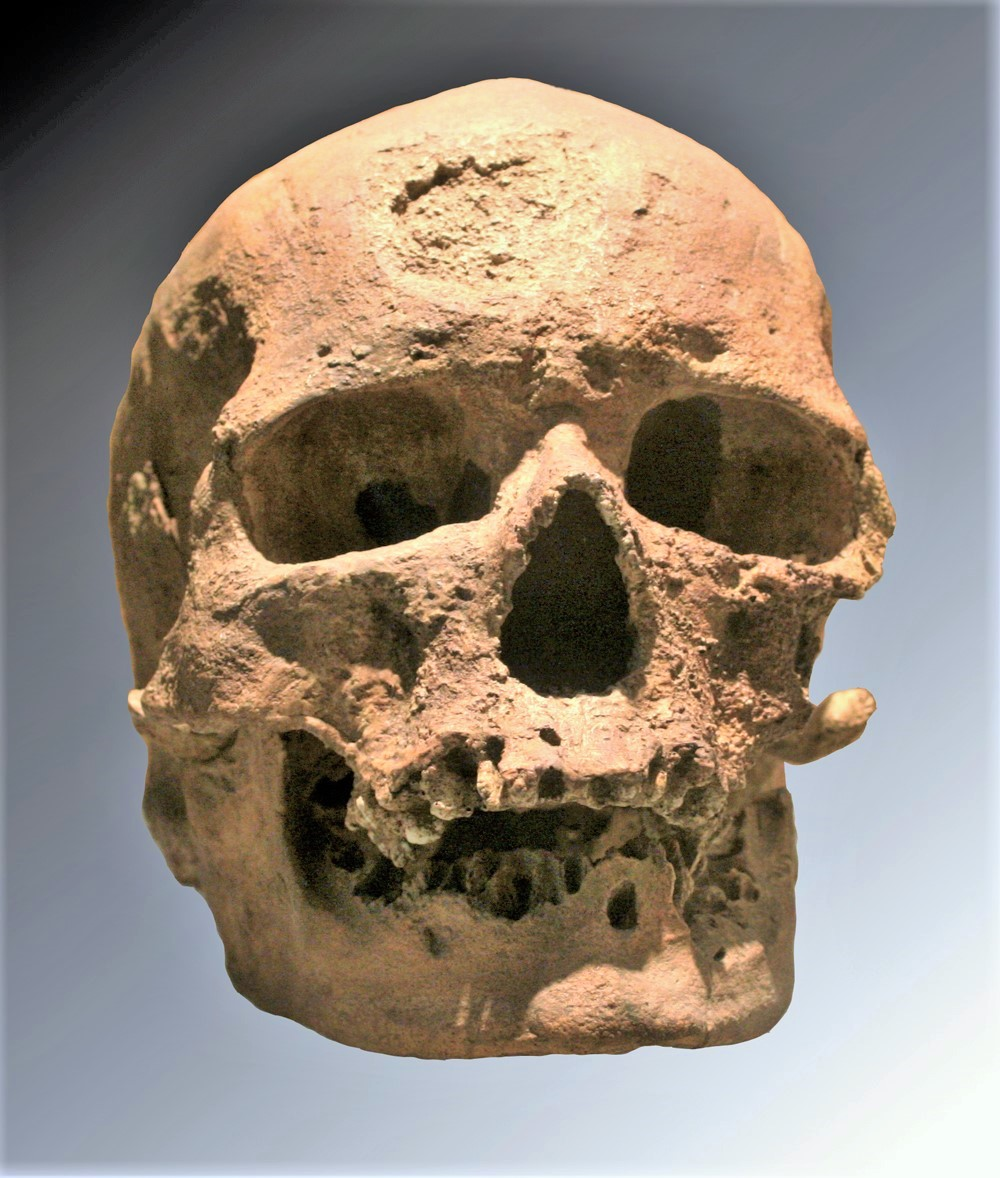
Cráneo de Cro-Magnon.

La llegada de los humanos modernos (definidos como tipo palentológico como Hombre de Cromagnon sobre la base de un yacimiento francés) se produjo hace 43.000 años, durante un largo periodo interglacial, de clima particularmente benigno. La cultura material cambia radicalmente, detectándose evidencias de ornamentación corporal, decoración de todo tipo en las paredes de las cuevas y en los objetos, incluso instrumentos musicales. Algunas de las obras de arte prehistórico más importantes del mundo, como las pinturas de Lascaux, se datan en este periodo.
Las tipologías culturales se han denominado en su mayor parte a partir de yacimientos franceses de la región de Dordoña:
- Auriñaciense (ca. 38,000 - 23,000 Antes del Presente -AP-) cuando se localizan las primeras venus paleolíticas y las primeras pinturas de la Cueva de Chauvet (continúan hasta el Gravetiense).
- Perigordiense (ca. 35,000 - 20,000 AP) término de uso debatido (pues implica que los siguientes subperiodos significan la continuidad de una tradición ).
  - Chatelperroniense (ca. 39,000 - 29,000 AP) derivada de la cultura musteriense de origen neardental; se usa para los núcleos Levallois y representa un periodo de coexistencia entre ambas especies humanas.
  - Gravetiense (ca. 28,000 - 22,000 AP) – figuras de venus y pinturas de la Cueva de Cosquer.
- Solutrense (ca. 22,000 - 17,000 AP)
- Magdaleniense (ca. 17,000 - 10,000 AP) – pinturas de la Cueva de Pech Merle (departamento de Lot, datadas ca. 16,000 a. C.), Cueva de Lascaux (Dordoña, entre 13,000 y 15,000 a. C., quizá remontables hasta el 25,000 a. C.), Cueva de Trois-Frères y Cueva de Rouffignac (también conocida como la de los cien mamuts, la mayor del Périgord, con más de 8 kilómetros de galerías).

Con la denominación de "zona franco-cantábrica", utilizada especialmente a efectos estilísticos del arte paleolítico, se denomina a una extensa región al norte de la actual España y sur de la actual Francia, a la que se supone una densidad de población relativamente alta en el periodo.

## Mesolítico

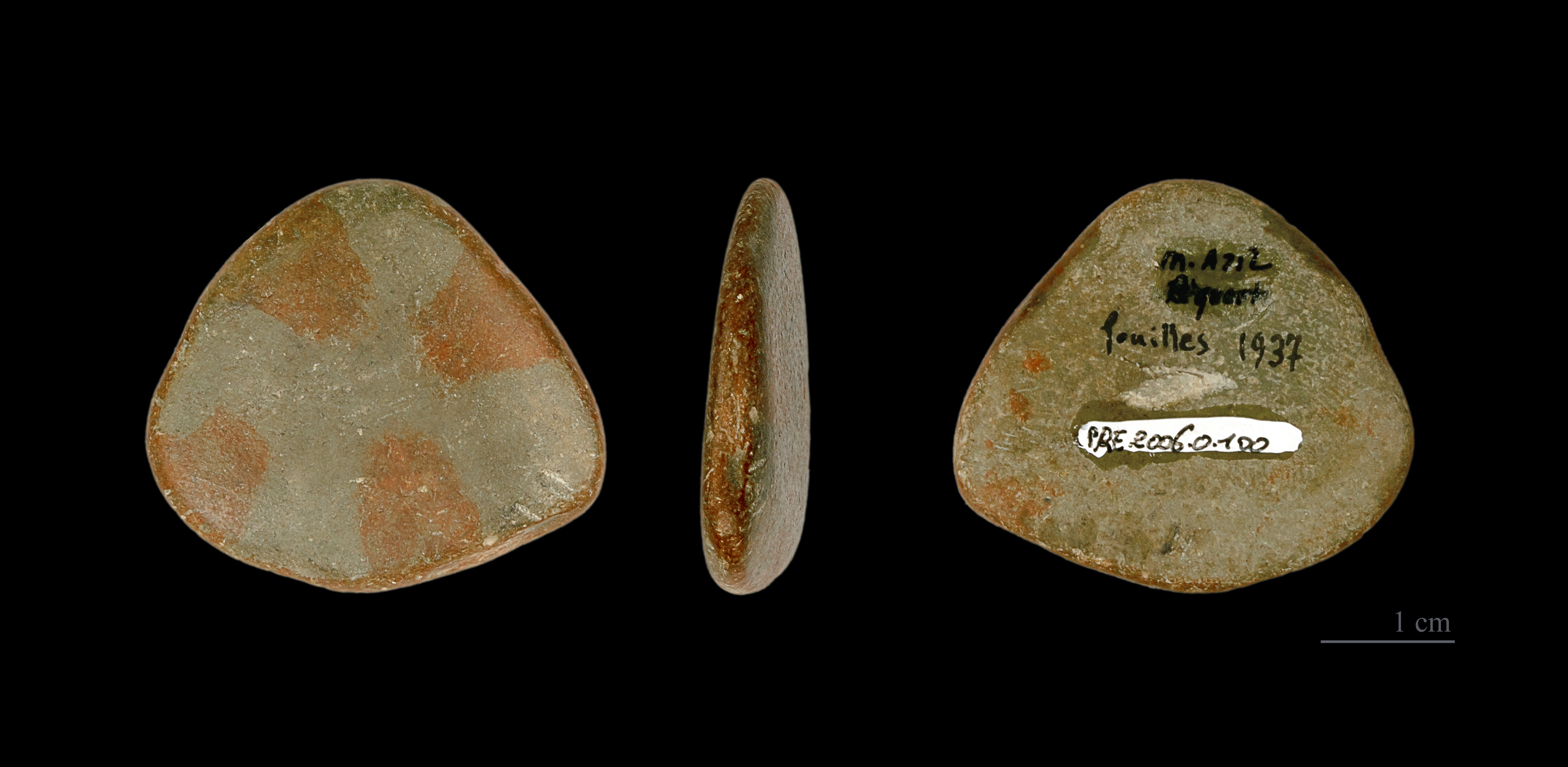
Guijarros decorados de Mas d'Azil.

La cultura magdaleniense evolucionó hacia el periodo mesolítico o epipaleolítico. En el suroeste de la actual Francia y en la actual España se desarrolló la cultura aziliense (denominada así por la Cueva de Mas d'Azil) del último máximo glacial, que coexistió con culturas mesolíticas europeas como el Tjongeriense del Noroeste, el Ahrensburgiense del Norte y el Swideriense de Europa Nororiental, todas ellas del complejo Federmesser. Al Aziliense siguió el Sauveterriense en el sur de la actual Francia y en la actual Suiza, el Tardenoisiense en el Norte de la actual Francia y el Maglemosiense en Europa del Norte.
No se ha establecido con certeza si en Europa Occidental se desarrolló una "migración mesolítica" y si a este momento se debe la llegada de los proto-indoeuropeos, que dejaron algunas poblaciones pre-indoeuropeas, como iberos, aquitanos y ligures. La desaparición del territorio antes emergido (que los arqueólogos denominan Doggerland) y que terminó bajo las aguas del Mar del Norte, tuvo un impacto en los territorios circundantes, que acogieron a su población.

## Neolítico

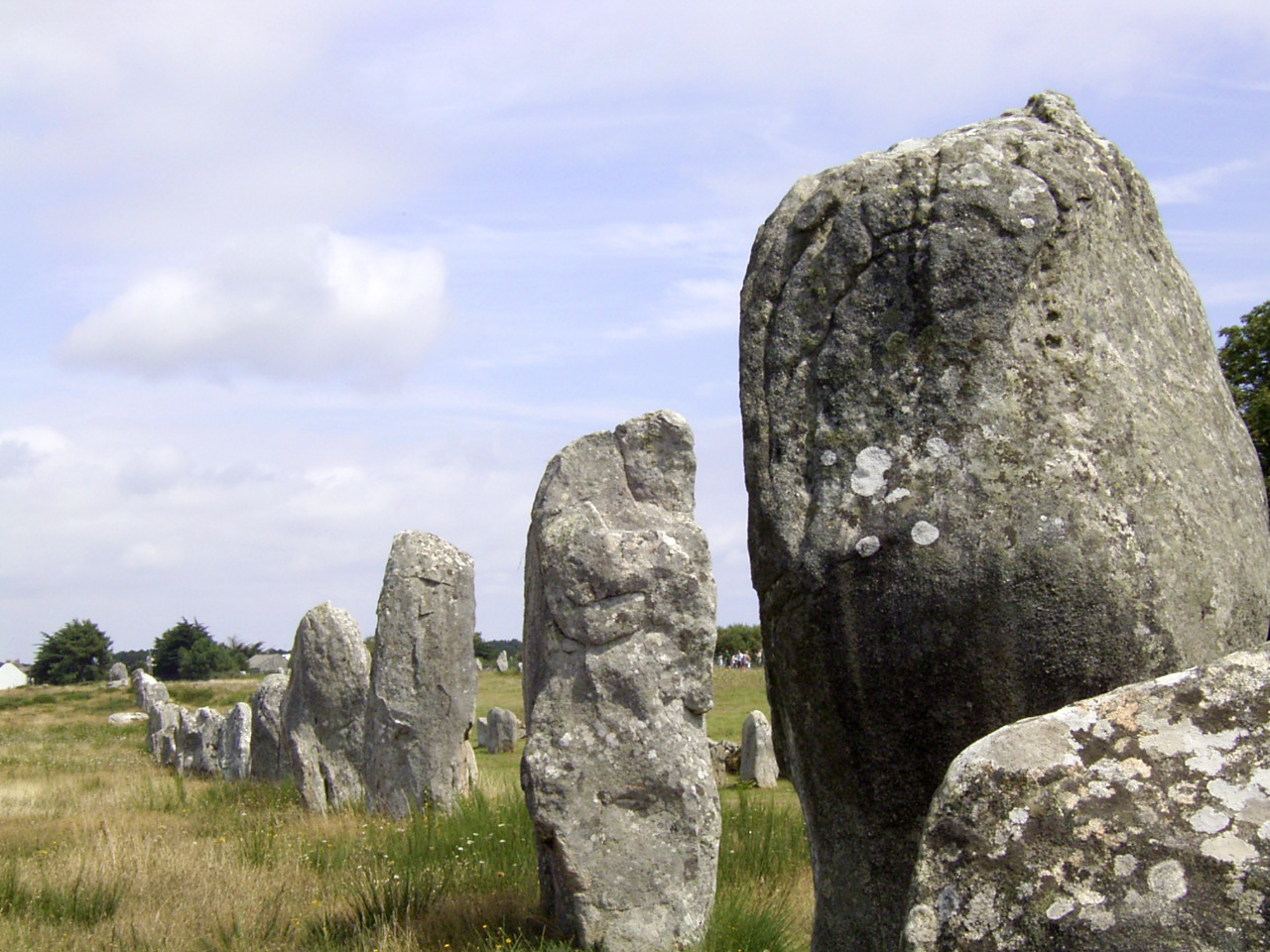
Alineamiento de Menec, el yacimiento megalítico mejor conocido de las piedras de Carnac.

Europa hacia 4500-4000 a. C.

Europa hacia 4000-3500 a. C.

El Neolítico se desarrolló en la Europa Noroccidental entre el 4500 y el 1700 a. C.) Se caracterizó por la incorporación de la agricultura, la ganadería y los asentamientos más complejos. La cultura material incorporó la cerámica cardial y la cultura de la cerámica de bandas (Linearbandkeramik -LBK-). Las teorías acerca de cómo llegó la Revolución Neolítica del Creciente Fértil de Oriente Medio incluyen dos posibilidades: la migración de pueblos, que sustituirían a los grupos de cultura post-paleolítica; o la difusión cultural sin sustitución de la población (hipótesis del sustrato preindoeuropeo, hipótesis Kurgan, hipótesis de la Vieja Europa).
Los yacimientos arqueológicos franceses incluyen la cerámica de bandas (ca. 5500-4500 a. C.), la cultura de Rössen (ca. 4500—4000 a. C.) y la cultura de Chassey (4,500 - 2500 a. C. -denominada así por la localidad de Chassey-le-Camp en Saône-et-Loire), que es la cultura neolítica anterior a la cultura del vaso campaniforme que se extendió por las llanuras y mesetas de la cuenca del Sena y el alto Loira.
La zona armoricana (actual Bretaña) y la cultura neolítica del norte de la actual Francia se basó en las tradiciones de la cerámica lineal o "cerámica Limburg", en asociación con la cultura de La Hoguette.
De época neolítica provienen los primeros monumentos megalíticos (dólmenes, menhires, cromlechs y tumbas de cámara), extendidos por todo el territorio, con una mayor concentración en Bretaña y Auvernia. Los más famosos son los de Carnac (de ca. 3300 a. C., o quizá anteriores) y los de Saint-Sulpice-de-Faleyrens.

## Edad del Cobre

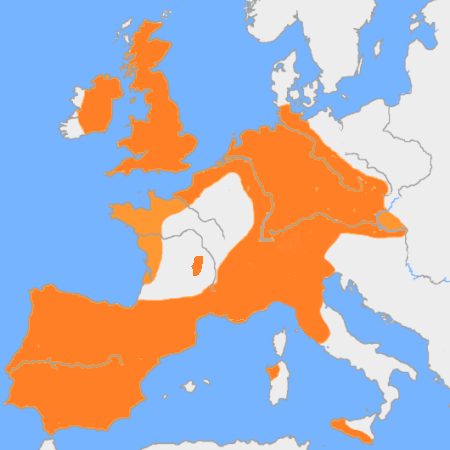
Extensión de la Cultura del vaso campaniforme (ca. 2800–1900 a. C.)

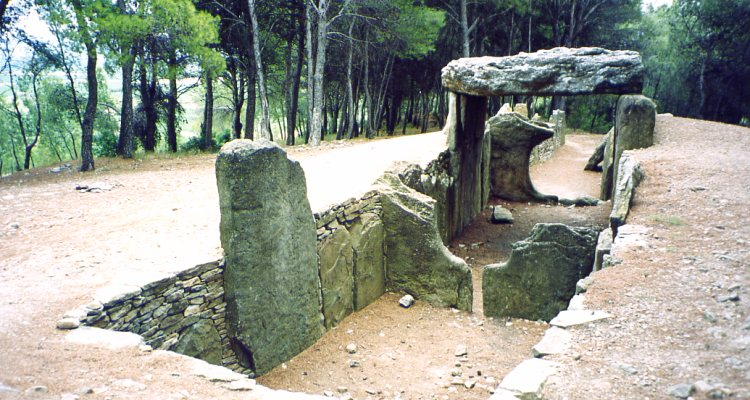
Dolmen de tipo Allé couverte en Morrel dos Fados (Aube).

Al comienzo del Calcolítico o Edad del Cobre se desarrolla entre los ríos Oise y Marne la Cultura de Seine-Oise-Marne ("Cultura SOM", ca. 3100 - 2400 a. C.), que dentro de sus monumentos megalíticos incorpora un allée couverte (gallery grave) con un port-hole slab que separa la entrada de la cámara de enterramiento principal. Desde el 2600 a. C., el artenaciense o cultura de Artenac, también megalítica, se desarrolló en Dordoña, posiblemente como reacción al avance de los pueblos portadores de la cultura danubiana (como el SOM) hacia el oeste de la actual Francia. Armados con arcos característicos, se establecieron en toda la costa atlántica y la actual Bélgica hacia el 2400 a. C., diferenciándose con claridad de los proto-indoeuropeos portadores de la cerámica cardial, que se establecieron en el entorno del Rin. La demarcación de ambas zonas fue relativamente estable por más de un milenio.
Al Sureste, varios grupos evolucionaron a partir de la Cultura de Chassey o Chasseniano y también construyeron megalitos.
La Cultura del vaso campaniforme (ca. 2800–1900 a. C.) fue un fenómeno extendido por la mayor parte del actual territorio francés, con excepción del Macizo Central, sin alterar significativamente las culturas preexistentes.

## Edad del Bronce

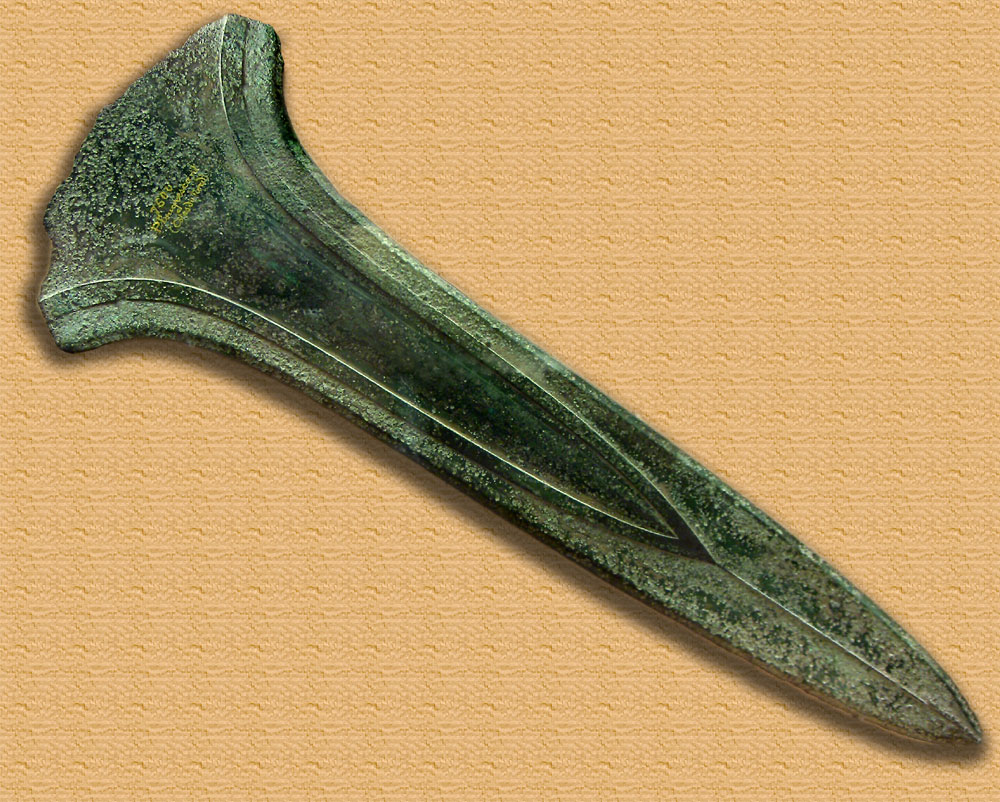
Espada de bronce, ca. 800 a. C., Musée des antiquités nationales de Saint-Germain-en-Laye.

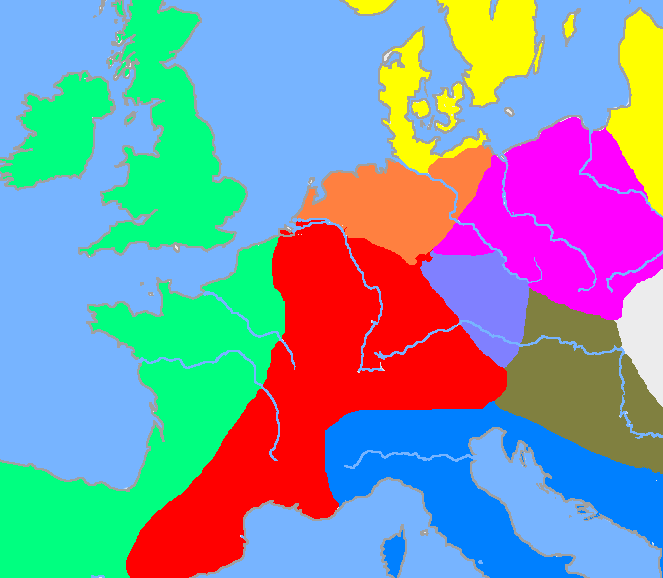
Zonas hacia el 1200 a. C. de la cultura de los campos de urnas central (en rojo) la cultura de campos de urnas septentrional (naranja), la cultura de Knoviz (azul-gris), la cultura lusaciana (púrpura), la cultura danubiana (marrón), el Bronce final atlántico (verde) y el Bronce nórdico (amarillo).

El Bronce Antiguo incluye la transicional cultura del vaso campaniforme (ca. 2800–1900 a. C.), la cultura de túmulos (ca. 1600-1200 a. C.) y la cultura de los campos de urnas (ca. 1300-800 a. C.) Los asentamientos en Bretaña parecen haber surgido de la cultura de la cerámica de bandas, con alguna influencia de la cultura de Wessex y la cultura de Unetice. En algunos estudios se sugiere que Unetice última representa un posible origen para los celtas como una rama cultural diferenciada de la familia indoeuropea (idioma protocéltico). Este ámbito cultural fue preeminente en Europa central durante el Bronce Final; el periodo de la cultura de los campos de urnas presenció un fuerte crecimiento demográfico, probablemente a causa de innovaciones tecnológicas y agrícolas.
Algunos estudios datan en este periodo la llegada de algunos pueblos pre-indoeuropeos que otros consideran mucho más antigua, de época mesolítica.

## Edad del Hierro

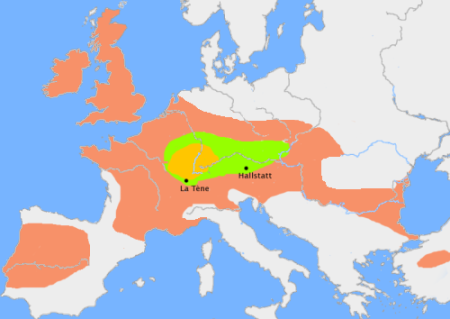
En verde, la posible extensión del área de influencia protocéltica hacia el 1000 a. C. En naranja, la zona de origen del estilo La Tène. En rojo, la posible extensión del área de influencia céltica hacia el 400 a. C.

Corónimos de época romana (hacia el, algunos como provincias romanas).

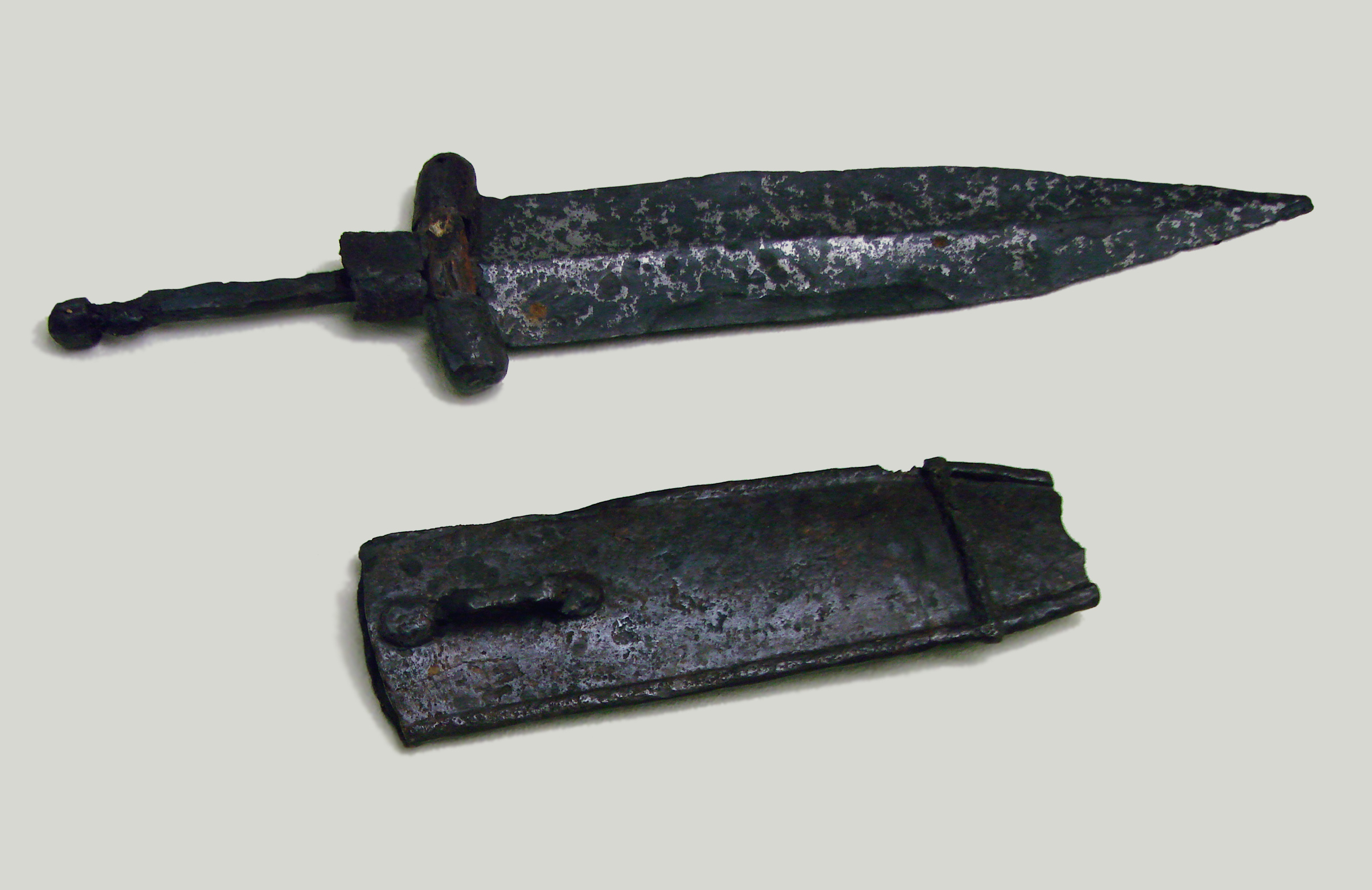
Puñal y funda de la necrópolis de Prosnes (Marne), cultura de La Tène antigua, ca. 475-450 a. C.

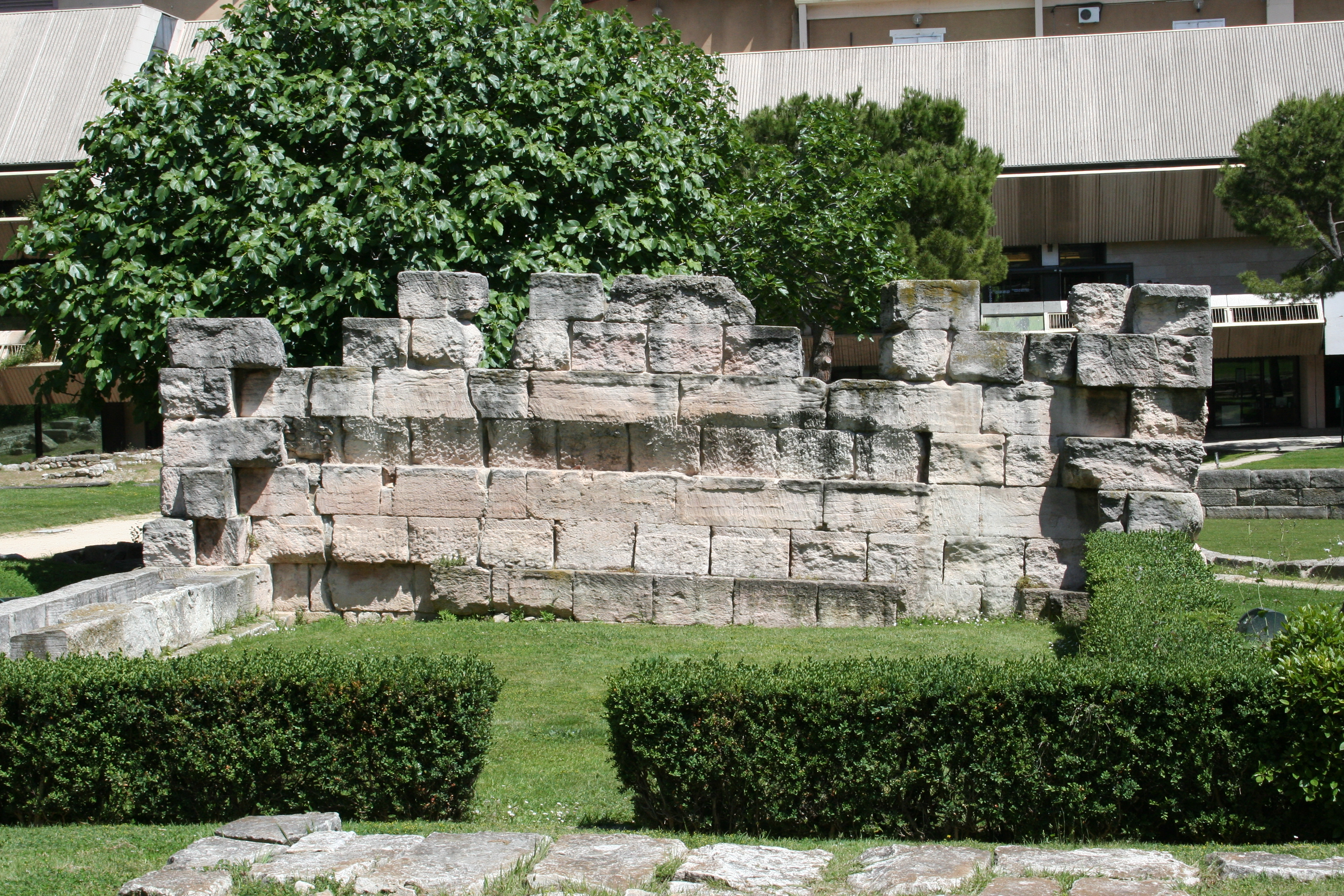
Fortificaciones griegas de Massalia,

En la Edad del Hierro, la expansión de la metalurgia del hierro en el actual territorio francés se dio durante el desarrollo de la cultura de Hallstatt (ca. 700 - 500 a. C-), que surgió a partir de la de los campos de urnas. Los estudios paleolingüísticos consideran que el pueblo portador de esta cultura hablaba una lengua (el protocéltico) que es el ancestro común más antiguo de todas las lenguas célticas.  
A la Hallstatt le siguió, sin solución de continuidad, la cultura de La Tène, en una época que presenció el doble impacto de la colonización griega y fenicia del Mediterráneo occidental y el desarrollo de la civilización etrusca en Italia central. La Tène se desarrolló en la época final de la Edad del Hierro (de mediados del siglo V a. C. hasta la conquista de las Galias por Roma en el siglo I a. C.) Su ámbito territorial va del este de la actual Francia a la actual Hungría, pasando Suiza, Austria, el sur de Alemania y la República Checa. Por el norte influyó en la Edad del Hierro nórdica.
Los romanos que entraron en contacto con los pueblos de la zona (cada vez más profundamente desde el siglo III a. C. -guerras púnicas- y los siglos II y I a. C. -conquista romana de las Galias-) llamaban "Galias" a un extenso e indefinido territorio al oeste del Rin y noroeste de los Alpes (además de la Galia Cisalpina, al sur de los Alpes) y "galos" a los pueblos que lo habitaban. Los términos "Céltica" y "celtas" (keltoi en griego) eran igualmente ambiguos y equívocos. Entre "galos" y "germanos" (germani, al este del Rin) se localizaban los "belgas" (belgae), y entre "galos" y "celtíberos" (celtiberi, en la península ibérica) los "aquitanos" (aquitani), entre los que se incluyen los "vascones" (vascones).

## Cronología de la Prehistoria en Francia
Todas las cifras son antes de Cristo.
- 1 800 000 (dato inseguro): herramientas líticas de Chilhac (Haute-Loire).
- 1 570 000: herramientas líticas de Lézignan-la-Cèbe.
- 1 050 000−1 000 000: herramientas líticas de Grotte du Vallonnet, cerca de Menton.
- 900 000: comienzo de la glaciación Günz (estadio Beenstoniano).
- 700 000: herramientas líticas en Bretaña.
- 600 000: comienzo del interglacial Günz-Mindel (estadio Cromeriano). Aparición del Homo heidelbergensis en Europa.
- 450 000: Hombre de Tautavel (posiblemente Homo heidelbergensis).
- 410 000: comienzo de la glaciación Mindel (estadio Anglian -Mindel I-). Cultura Abbevilliense evidencias del uso del fuego.
- 400 000: Mindel II. Cultura lítca "proto-Levallois".
- 400 000−380 000: Terra Amata (Niza), con evidencias de uso de fuego.
- 300 000: comienzo del interglacial Mindel-Riss (estadio Hoxniano).
- 300 000: Aparición del Homo Neanderthalensis en Europa.
- 200 000: Comienzo de la glaciación Riss (estadio Wolstoniano -Riss I-).
- 190 000: Riss II.
- 140 000: Riss III.
- 130 000: comienzo  del interglacial Riss-Würm (estadio Eemiano).
- 70 000: comienzo de la glaciación Würm.
- 62 000: interglacial Würm I/II.
- 57 000: interglacial Brorup.
- 55 000: Würm II.
- 40 000: interglacial Laufen. Llegada de los humanos modernos a Europa (tipología Hombre de Cro-Magnon definida en un yacimiento de Francia).
- 35 000: Würm IIIa. cultura chatelperroniense.
- 33 000: Máscara de la Roche-Cotard, de cultura musteriense.
- 32 000: Auriñaciense.
- 30 000: Primeras muestras de arte paleolítico en Francia. Desaparición del Hombre de Neanderthal.
- 28 000: interglacial Arcy.
- 27 500: Würm IIIb.
- 25 000: interglacial Paudorf.
- 23 000: Würm IIIc.
- 18 000: fin de la glaciación Würm.
- 18 692: comienzo del Solutrense.
- 16 000: Enfriamiento climático (Dryas).
- 15 000: Magdaleniense.
- 15 300: pinturas de Lascaux.
- 14 500: Magdaleniense medio. Oscilación Bølling.
- 14 100: Enfriamiento climático (Dryas).
- 14 000: Oscilación Allerød.
- 13 500: Magdaleniense superior.
- 13 000: Cultura de Hamburgo
- 10 300: Enfriamiento climático (Dryas Reciente).
- 9500: Comienzo del Holoceno.
- 4800: Aparición de la cultura de la cerámica de bandas en Francia.
- 4650: Courthézon (Vaucluse), el asentamiento neolítico más antiguo de Francia.
- 4000: Bercy, asentamiento neolítico de la cultura de Chassey.
- 3610: Primeros megalitos en Francia.
- 3430: Asentamiento de la Cultura de Chassey en Saint-Michel du Touch (cerca de Toulouse).
- 3430: Aparición de la cultura de Rössen en Baume de Gonvilla (Haute-Saône).
- 3250: Expansión de la cultura de Chassey en el sur de Francia, desde el Lot a Vaucluse.
- 3190: Cultura de Chassey en Calvados.
- 2530: Cultura de Chassey en Pas-de-Calais.
- 2450: Fin de la cultura de Chassey en Eure-et-Loir.
- 2400: Fin de la cultura de Chassey en Saint-Mitre (Reillanne, Alpes-de-Haute-Provence).
- 2300: Asentamiento de Ponteau (Martigues, Provenza), de la cultura del vaso campaniforme.
- 1800: Comienzo de la Edad del Bronce en Francia.
- 800: Aparición en Francia de la cultura de los campos de urnas, a través del Rin y el Mosela, y expandiéndose por la Champaña.
- 725: Comienzo de la cultura de Hallstatt.
- 680: Fundación de Antipolis (actual Antibes), la primera colonia griega en la costa mediterránea de la actual Francia.
- 600: Fundación de Massalia (actual Marsella) como colonia griega (de los focios)[15]
- 450: La cultura de La Tène aparece en la Champaña y se expande hasta el río Garona, dando inicio a la civilización celta local, identificada con el conjunto de pueblos denominados "galos" (los términos "celtas" -keltoi-, "gálatas" o "galos" se utilizan de forma intercambiable, ambigua y equívoca en los textos antiguos greco-romanos).
- 390: Los galos dirigidos por Breno saquean Roma.
- 121: Ocupación romana de la Gallia Narbonensis.
- 118: Fundación de la colonia romana de Narbo Martius (Narbona).
- 58-51: Conquista de las Galias por Julio César.